# Въглероден дисулфид
Въглероден дисулфид е неорганично химично съединение с формула CS2, което в промишлеността служи като разтворител. Използва се в органичната химия като изграждащо звено. Другото му име е серовъглерод.
Въглеродният дисулфид е безцветна течност с неприятна и дразнеща миризма. Парите му са отровни и лесно се възпламеняват. Разтваря лесно масла, мазнини и смоли. Смъртоносната доза при поглъщане е един грам. Има наркотични и психотропни въздействия върху централната нервна система.
В промишлени условия се получава при взаимодействие на метан със сяра при 500 – 700 °С, в присъствието на силикагел и в камера от хромоникелова стомана:
CH4 + ½S8 → CS2 + 2H2S